# Il·lusió de Zöllner

Il·lusió de Zöllner.

La il·lusió de Zöllner (en anglès, Filehne illusion), és una il·lusió òptica que consisteix en la juxtaposició de rectes obliqües a rectes paral·leles provocant que aquestes últimes semblin inclinar-se (perdent així el seu paral·lelisme). Va ser descoberta el 1860, per l'astrofísic i astrònom alemany Johann Karl Friedrich Zöllner, en una carta dirigida al físic Johann Christian Poggendorff.
Aquesta és una il·lusió de la percepció de la forma. L'existència d'un lliscament d'imatge retinal autoinduït no compensat va ser observat per primera vegada per Filehne. Va informar que els moviments d'ulls de pell llisa fets pels humans provoquen la percepció d'un petit, però significatiu, moviment il·lusori d'objectes estacionaris, que normalment està en una direcció oposada a la del moviment de l'ull, i va anomenar il·lusió de Zöllner després d'ell.

## Demostració en elsMacacos Rhesus

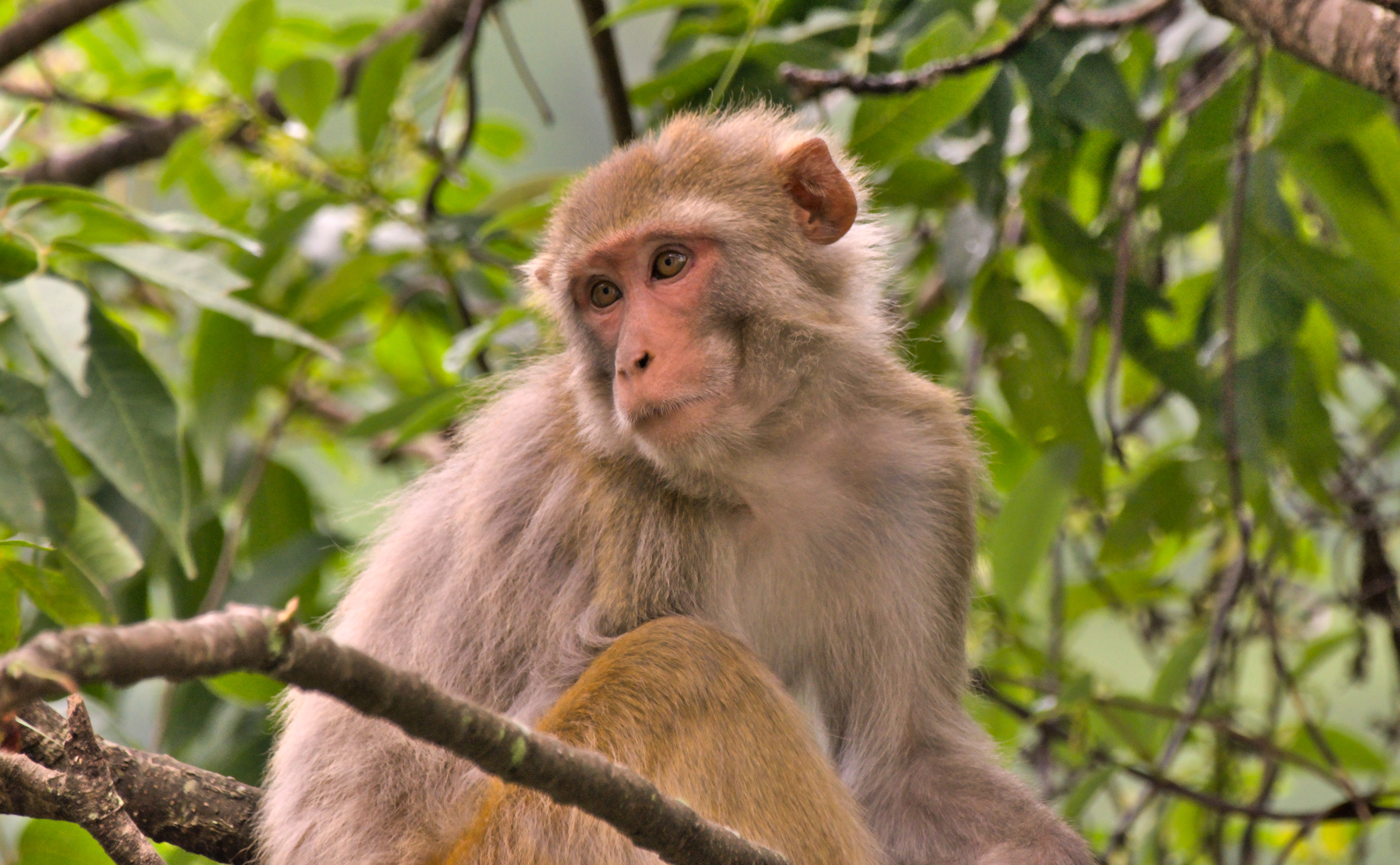
Macaco Rhesus

Tot i els constants moviments oculars de seguiment, percebem el món com a estable. Diferents científics creuen que la invariabilitat en la percepció del moviment s'aconsegueix mitjançant l'extracció d'un senyal referencial extern. Tanmateix, si el senyal és massa curt o massa llarg percebrem el que és conegut com a il·lusió de Zöllner. Aquest tipus de senyal referencial de proporció inadequada es pot provocar en subjectes humans, si se'ls demana que segueixin un element sobre un fons, en el qual hi ha un altre element en moviment. Els investigadors es van fer aquest mateix plantejament en no animals i va ser el motor d'un estudi amb primats. A partir de mètodes psicològics, es va poder demostrar que els Macacos Rhesus poden percebre un moviment de seguiment induït, i que, tanmateix, la il·lusió pot ser provocada. A més a més, es podria arribar a dir que els micos i els humans utilitzen els mateixos mecanismes per a la percepció.
Un dels problemes en la percepció és la discriminació d'estímuls sensorials provocats per les activitats que realitza el subjecte en el món exterior. És possible aconseguir eliminar l'ambigüitat comparant senyal de referència interna i l'estímul sensorial. La senya de referència pot entendre's com una resposta de l'ordre motor responsable de l'acció.
Per exemple, l'estabilitat en els moviments oculars de persecució suau, en què la imatge del món immòbil es mou a través de la retina a la velocitat dels ulls, podria emmagatzemar una còpia de l'ordre motor del moviment ocular de la retina. En cas que s'anul·lessin les dues estructures visibles, es revelaran com a desmesurades encara que la imatge no es mogui a la retina. Això no obstant, un mecanisme inferencial basat en una còpia d'eferència és probable que falli en la majoria dels casos, ja que un mateix moviment ocular pot tenir conseqüències sensorials molt diferents, depenent de la composició de l'entorn visual en el qual es desplega el moviment. De fet, en lloc de confiar en un senyal de referència simple com la còpia d'eferència, el sistema visual hauria de confiar en un senyal de referència molt més elaborada, capaç de tenir en compte les conseqüències sensorials de l'acció. Per això, un senyal de referència d'aquest tipus hauria de tenir en compte l'entorn sensorial i realitzar ajustos adequats. De fet, el recent treball psicofísic sobre la percepció del moviment durant els moviments d'ulls amb la pell llisa ha proporcionat proves que el sistema visual humà utilitza un senyal de referència adaptable. No obstant això, independentment de les propietats específiques d'aquest senyal de referència, treballs anteriors suggereixen que hi ha una àmplia varietat de condicions en què el senyal de referència no té la magnitud requerida per cancel·lar completament el lliscament d'imatge retinal autoinduït durant els moviments d'ulls de pell llisa executats a través d'objectes estacionaris de fons.
L'existència d'un lliscament d'imatge retinal autoinduït no compensat va ser observat per primera vegada per Filehne. Va informar que els moviments d'ulls de pell llisa fets pels humans provoquen la percepció d'un petit, però significatiu, moviment il·lusori d'objectes estacionaris, que normalment està en una direcció oposada a la del moviment de l'ull, i va anomenar il·lusió de Zöllner després d'ell.
Aquesta desviació de l'estabilitat perceptiva perfecta és tan petita en condicions habituals de visió que normalment passa desapercebuda. Per tant, l'interès per la il·lusió de Filehne no es genera per la seva rellevància ecològica —que probablement és insignificant— sinó per l'esperança que la comprensió dels mecanismes subjacents a la il·lusió descobriran quelcom més interessant en els circuits cerebrals que generen estabilitat perceptiva durant el moviment autoinduït. A més a més, llançarà llum sobre les propietats del senyal de referència i els mecanismes que condueixen al seu ajust.